# Grankreek (Saramacca)
De Grankreek is een kreek (kleine rivier) die door het ressort Noord-Para in Suriname stroomt. De kreek mondt uit in de Saramacca, enkele kilometers stroomopwaarts ten opzichte van Haarlem.
Een toeristische dagbestemming in de buurt is Santigron, stroomafwaarts vanaf Haarlem, omdat het vanuit Paramaribo over de weg te bereiken is (via de Indira Gandhiweg en de Rijsdijkweg). Van hieruit worden vaartochten over de Grankreek georganiseerd om vogels en apen te spotten.